# دان نيل (صحفي)
دان نيل (بالإنجليزية: Dan Neil)‏ هو صحفي أمريكي، ولد في 1960 في هاريسبرج في الولايات المتحدة.